# Pappersmullbärsträd
Pappersmullbärsträd (Broussonetia papyrifera) är en mullbärsväxtart som först beskrevs av Carl von Linné, och fick sitt nu gällande namn av Étienne Pierre Ventenat. Broussonetia papyrifera ingår i släktet Broussonetia och familjen mullbärsväxter. Inga underarter finns listade i Catalogue of Life.
Pappersmullbärsträdet är träd med mjuka, håriga helbräddade eller flikiga blad och skildkönade blommor. Trädet härstammar från kinesiska fastlandet men importerades tidigt till Japan, Taiwan och Timor, men har senare importeras även till Sydeuropa och Nordamerika. I Kina och Japan användes barkens bastfibrer för papperstillverkning.

## Bilder

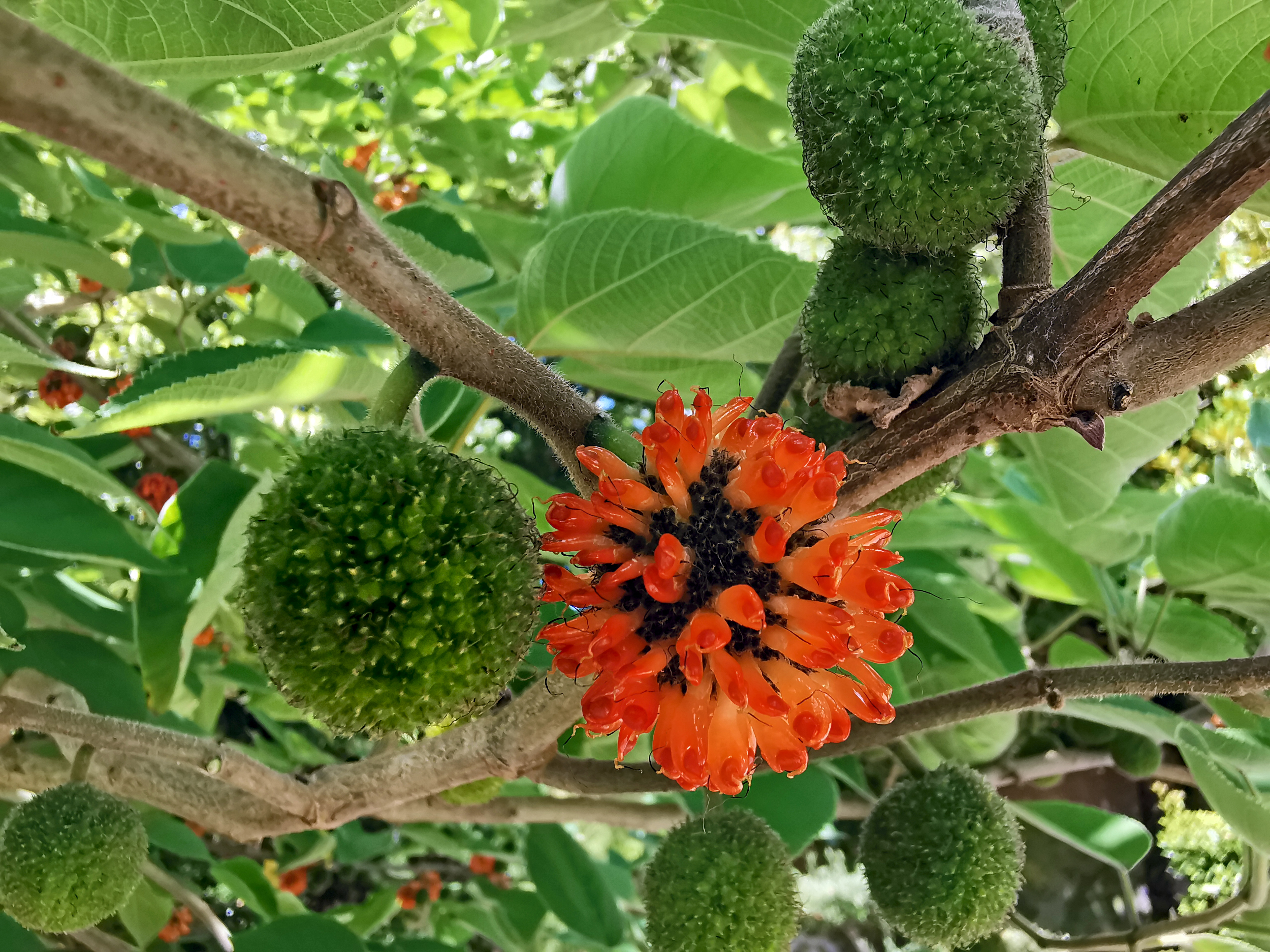
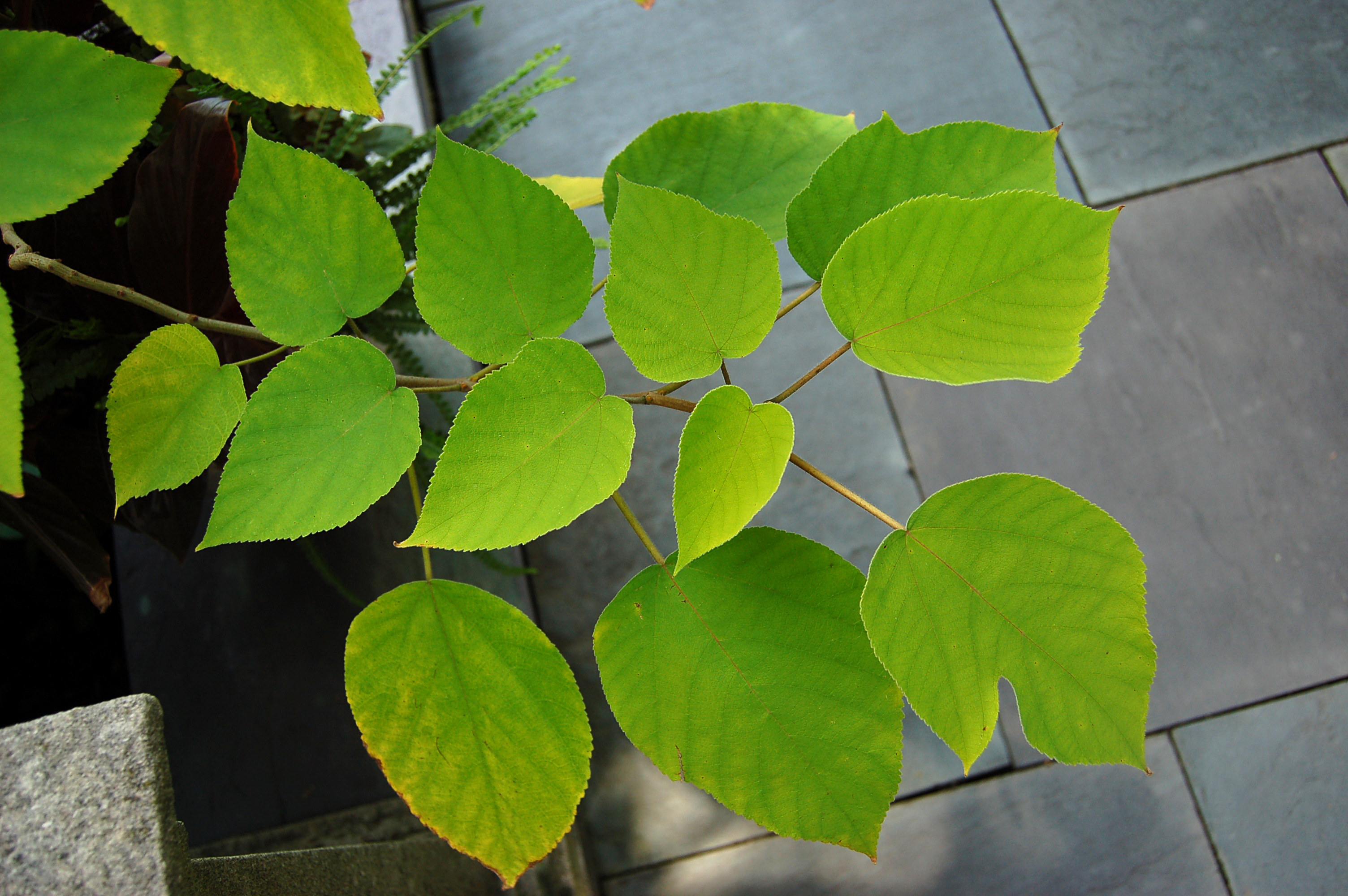
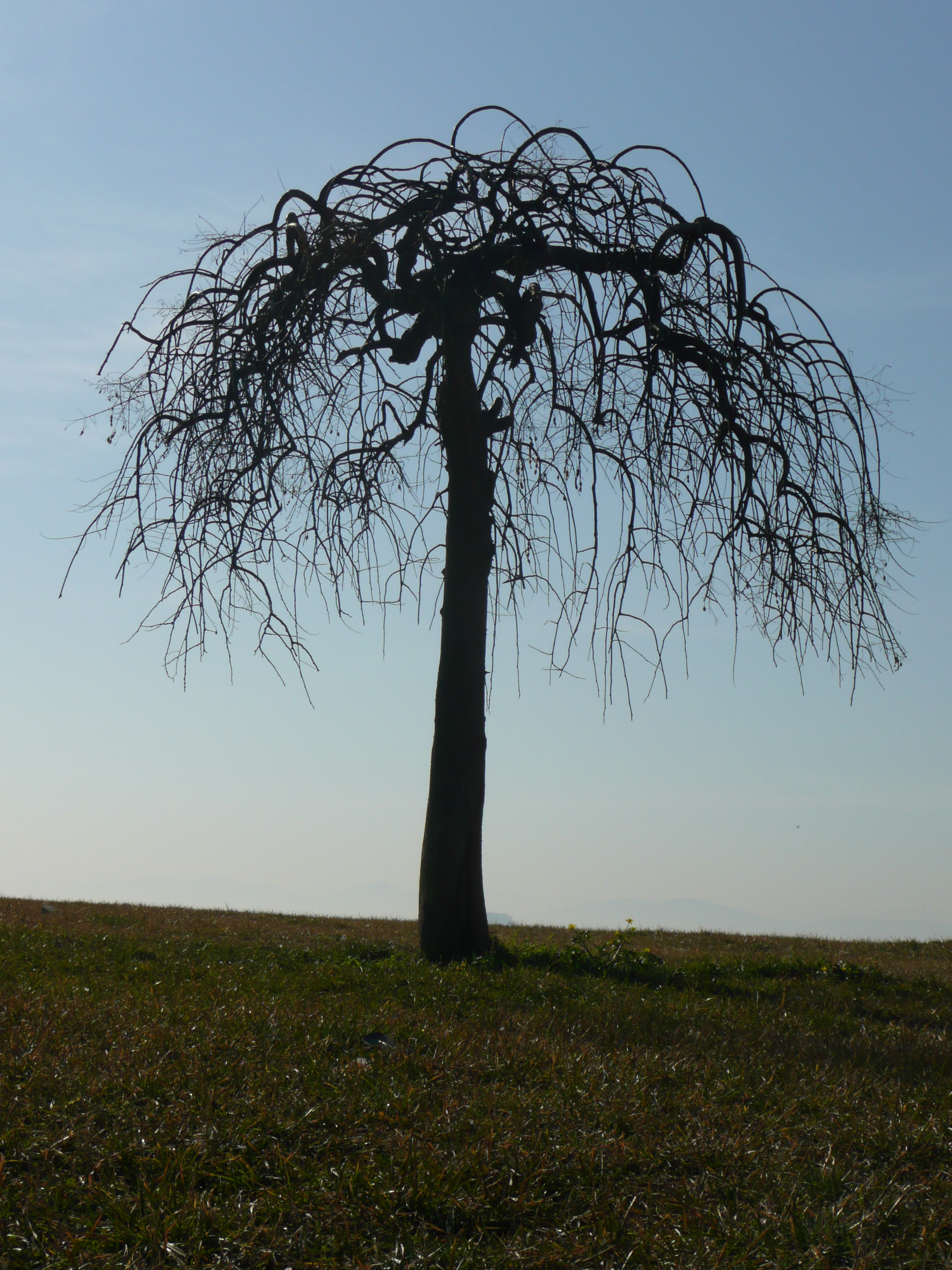
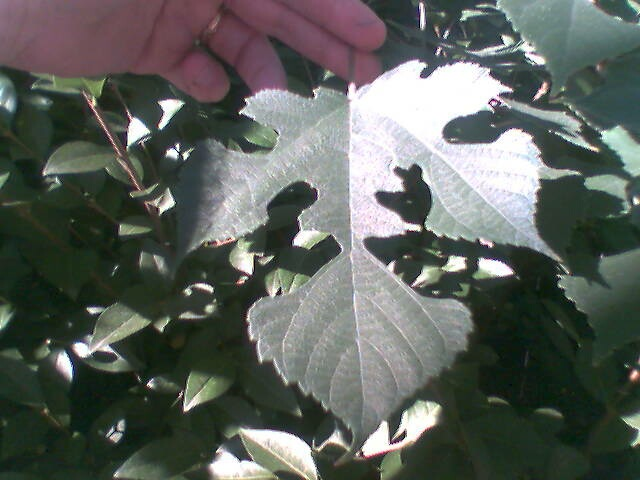
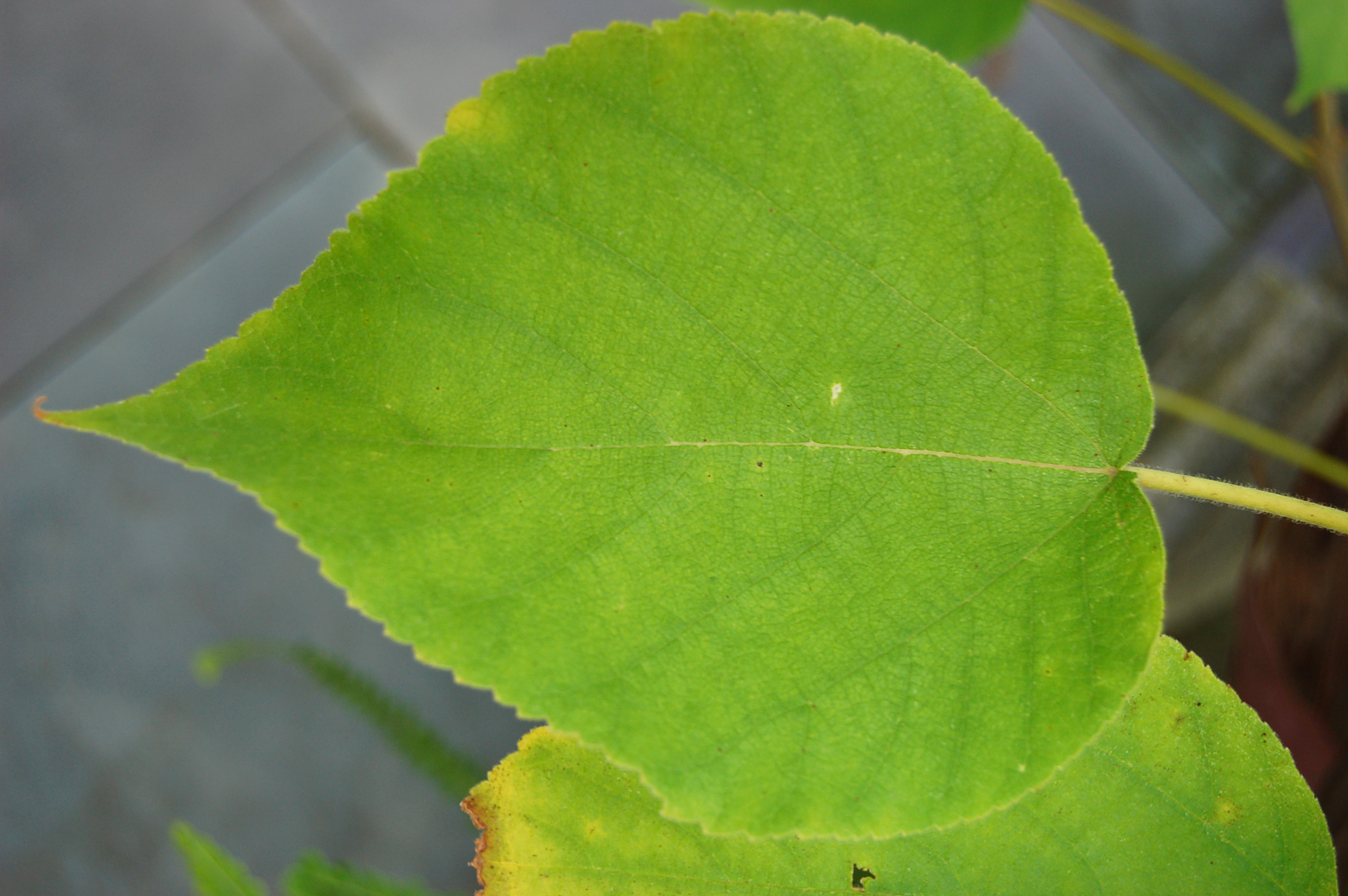
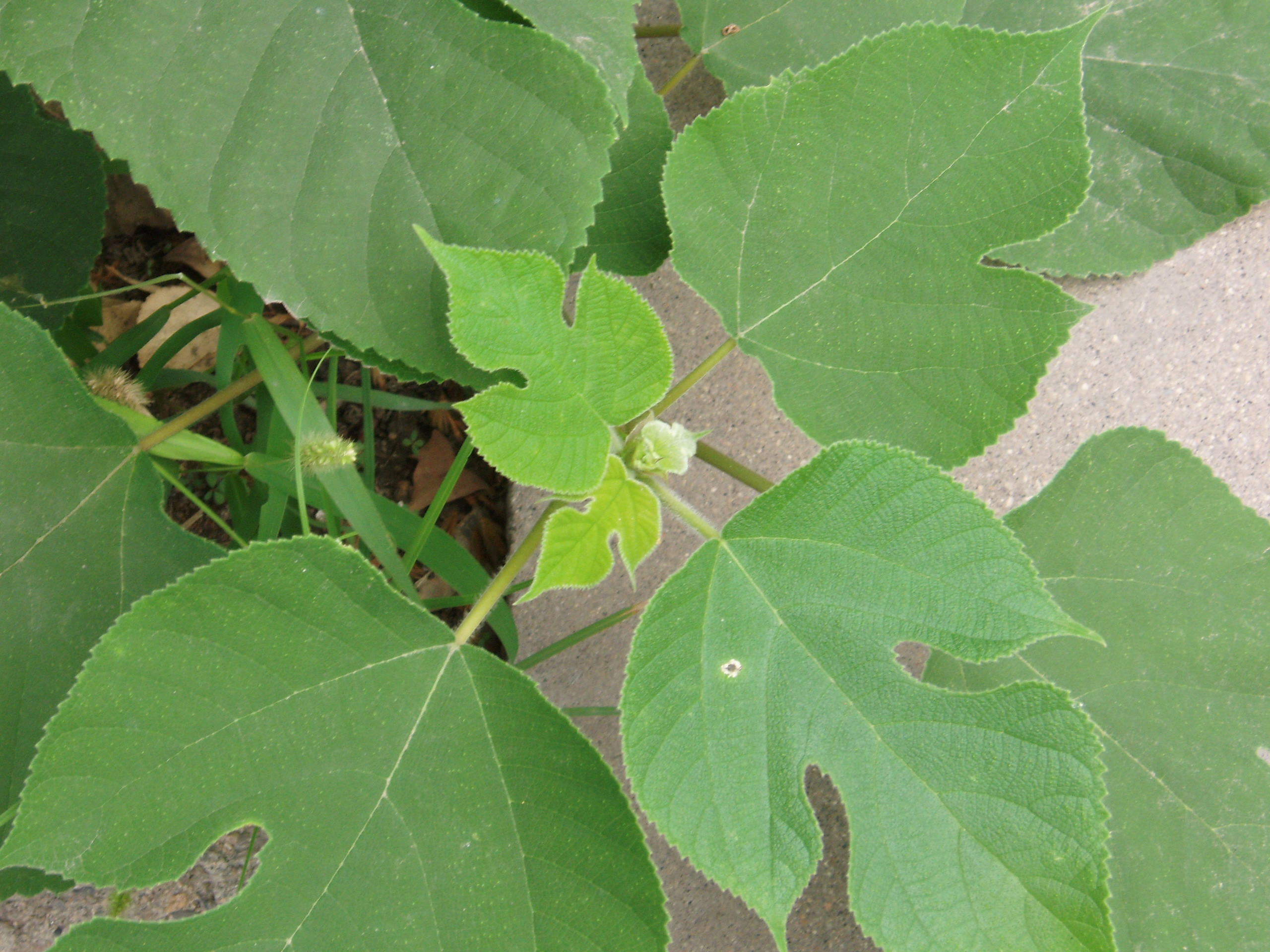